# Bartniki (powiat przasnyski)
Bartniki – wieś w Polsce położona w województwie mazowieckim, w powiecie przasnyskim, w gminie Przasnysz. Ma status sołectwa.
Pierwsza wzmianka wsi pochodzi z 1239 roku co oznacza, że jest jedną z najstarszych miejscowości w powiecie przasnyskim. W 1444 roku Wojciech Strzegowski wykupił wójtostwo od księcia a później większą część wsi dając początek rodowi Bartnickich. Wcześniej wieś nosiła miano Ślina z uwagi na rodowe nazwisko żony Strzegowskiego, Magdaleny Ślinki pochodzącej z Przasnysza. W latach późniejszych w użycie weszła nazwa Bartniki, gdyż mieszkańcy słynęli z pszczelarstwa i produkcji miodu. Miód pitny bartnicki wytwarzany na bazie regionalnego specjału uchodził za jeden z najlepszych w Królestwie. 
W 1827 roku we wsi były 23 domy i 223 mieszkańców. W Bartnikach była cegielnia i karczma. W czasie gdy wieś należała do Wandy Potockiej w 1880 liczyła 85 domów i 706 mieszkańców. W czasie bitwy przasnyskiej I wojny światowej 23 lutego 1915 roku toczone tu były ciężkie walki między oddziałami niemieckimi a rosyjskimi. Większość poległych po obu stronach jest pochowanych na miejscowym cmentarzu z tamtego okresu. W czasie II wojny światowej Niemcy wybudowali basen kąpielowy, przy którego budowie pracowało 1000 więźniów Polskich. Basen był murowany 50 na 20 metrów, prowadził do niego rów z jednej strony doprowadzający a z drugiej odprowadzający wodę z Morawki, w ten sposób utrzymywano czystość na basenie. Wyposażony był w dwie trampoliny i zjeżdżalnie dla dzieci. Obecnie są tylko fragmenty po tej budowli.
W środku wsi stoi Karawaka, tzw. Krzyż Choleryczny odnowiony postawiony w miejscu XIX-wiecznego, który uległ zniszczeniu. Obecnie we wsi jest 99 domostw 433 mieszkańców. Sklep spożywczy, Szkoła Podstawowa, Remiza, dziewiętnastowieczna kapliczka odnowiona w 1908 roku. W tym czasie Bartniki znalazły się w parafii, Święte Miejsce.
W latach 1954–1959 wieś należała i była siedzibą władz gromady Bartniki, po jej zniesieniu w gromadzie Krępa. W latach 1975–1998 miejscowość należała administracyjnie do województwa ostrołęckiego.
Wierni Kościoła rzymskokatolickiego należą do parafii św. Wojciecha w Przasnyszu.